# New York Film Critics Circle Awards 1989
La 55ª edizione della cerimonia dei New York Film Critics Circle Awards, annunciata il 18 dicembre 1989, si è tenuta il 14 gennaio 1990 ed ha premiato i migliori film usciti nel corso del 1989.

## Vincitori e candidati

### Miglior film
- Il mio piede sinistro (My Left Foot: The Story of Christy Brown), regia di Jim Sheridan
- Nemici, una storia d'amore (Enemies, A Love Story), regia di Paul Mazursky
- I favolosi Baker (The Fabulous Baker Boys), regia di Steve Kloves

### Miglior regista
- Paul Mazursky - Nemici, una storia d'amore (Enemies, A Love Story)
- Brian De Palma - Vittime di guerra (Casualties of War)
- Bruce Beresford - A spasso con Daisy (Driving Miss Daisy)

### Miglior regista esordiente
- Kenneth Branagh - Enrico V (Henry V)
- Steve Kloves - I favolosi Baker (The Fabulous Baker Boys)
- Jim Sheridan - Il mio piede sinistro (My Left Foot: The Story of Christy Brown)

### Miglior attore protagonista
- Daniel Day-Lewis - Il mio piede sinistro (My Left Foot: The Story of Christy Brown)
- Tom Cruise - Nato il quattro luglio (Born on the Fourth of July)
- Morgan Freeman - A spasso con Daisy (Driving Miss Daisy)

### Miglior attrice protagonista
- Michelle Pfeiffer - I favolosi Baker (The Fabulous Baker Boys)
- Jessica Tandy - A spasso con Daisy (Driving Miss Daisy)
- Andie MacDowell - Sesso, bugie e videotape (Sex, Lies, and Videotape)

### Miglior attore non protagonista
- Alan Alda - Crimini e misfatti (Crimes and Misdemeanors)
- Denzel Washington - Glory - Uomini di gloria (Glory)
- Marlon Brando - Un'arida stagione bianca (A Dry White Season)

### Miglior attrice non protagonista
- Lena Olin - Nemici, una storia d'amore (Enemies, A Love Story)
- Brenda Fricker - Il mio piede sinistro (My Left Foot: The Story of Christy Brown)
- Laura San Giacomo - Sesso, bugie e videotape (Sex, Lies, and Videotape)

### Miglior sceneggiatura
- Gus Van Sant e Daniel Yost - Drugstore Cowboy
- Steven Soderbergh - Sesso, bugie e videotape (Sex, Lies, and Videotape)
- Steve Kloves - I favolosi Baker (The Fabulous Baker Boys)

### Miglior film in lingua straniera
- Un affare di donne (Une affaire de femmes), regia di Claude Chabrol • Francia
- Chocolat, regia di Claire Denis • Francia
- Camille Claudel, regia di Bruno Nuytten • Francia

### Miglior documentario
- Roger & Me, regia di Michael Moore

### Miglior fotografia
- Ernest Dickerson - Fa' la cosa giusta (Do the Right Thing)
- Michael Ballhaus - I favolosi Baker (The Fabulous Baker Boys)
- Jeff Preiss - Let's Get Lost - Perdiamoci (Let's Get Lost)